# Iván Valdés
Iván Antonio Valdés Millán (Chile, 4 de junio de 1957) es un exfutbolista chileno que jugó como mediocampista.

## Trayectoria
Comenzó su carrera en Independiente de Cauquenes, formando parte del equipo de 1979 que casi logra el ascenso a la Primera División. Tras un paso por Colchagua, entre 1984 y 1985 defendió los colores de Unión Española en Primera División. Para 1986 pasó a formar parte de O'Higgins en la Segunda División, que formó un equipo "millonario" para regresar a la primera categoría del fútbol chileno. Pese a lograr el Campeonato de Apertura de la Segunda División tras derrotar a Santiago Wanderers, no logró obtener la meta de ascender.
Tras el primer semestre de 1987 en el cuadro rancagüino, el segundo semestre viste la camiseta de Rangers en Primera División, sin obtener regularidad en la campaña que terminó con el descenso del cuadro rojinegro. Para 1988 firma con Deportes Valdvia, que afrontaba su debut en la Primera división chilena. El rendimiento de Valdés en el mediocampo valdiviano lo llevó a ser convocado a la selección chilena, y al conjunto del torreón a mantenerse en la principal división del fútbol chileno.
Tras un segundo paso por Rangers en 1989, se retira del fútbol en 1990 defendiendo los colores de Coquimbo Unido.

## Selección nacional
Fue convocado por Isaac Carrasco para el Torneo Preolímpico Sudamericano de 1984, logrando la clasificación a los Juegos Olímpicos de Los Ángeles 1984. También jugó 3 partidos internacionales en 1989.

### Partidos internacionales
| Partidos internacionales | Partidos internacionales | Partidos internacionales              | Partidos internacionales | Partidos internacionales | Partidos internacionales | Partidos internacionales | Partidos internacionales | Partidos internacionales | Partidos internacionales   |
| N.º                      | Fecha                    | Estadio                               | Local                    | Resultado                | Visitante                | Goles                    | Asistencias              | DT                       | Competición                |
| ------------------------ | ------------------------ | ------------------------------------- | ------------------------ | ------------------------ | ------------------------ | ------------------------ | ------------------------ | ------------------------ | -------------------------- |
| 1                        | 29 de enero de 1989      | Estadio Modelo, Guayaquil, Ecuador    | Ecuador                  | 1-0                      | Chile                    |                          |                          | Orlando Aravena          | Amistoso                   |
| 2                        | 1 de febrero de 1989     | Estadio Centenario, Armenia, Colombia | Perú                     | 0-0                      | Chile                    |                          |                          | Orlando Aravena          | Copa Centenario de Armenia |
| 3                        | 5 de febrero de 1989     | Estadio Centenario, Armenia, Colombia | Colombia                 | 1-0                      | Chile                    |                          |                          | Orlando Aravena          | Copa Centenario de Armenia |
| Total                    | Total                    | Total                                 | Presencias               | 3                        | Goles                    | 0                        |                          |                          |                            |

| Selección chilena | Selección chilena | Selección chilena |
| Año               | Partidos          | Goles             |
| ----------------- | ----------------- | ----------------- |
| 1989              | 3                 | 0                 |
| Total             | 3                 | 0                 |

## Clubes
| Club                       | País  | Año       |
| -------------------------- | ----- | --------- |
| Independiente de Cauquenes | Chile | 1979-1980 |
| Colchagua                  | Chile | 1981-1983 |
| Unión Española             | Chile | 1984-1985 |
| O'Higgins                  | Chile | 1986-1987 |
| Rangers                    | Chile | 1987      |
| Deportes Valdvia           | Chile | 1988      |
| Rangers                    | Chile | 1989      |
| Coquimbo Unido             | Chile | 1990      |